# Modi (dieu)
Pour les articles homonymes, voir Modi.
Dans la mythologie nordique, Modi (« le furieux ») est le fils de Thor.

## Mythologie
Il est appelé à survivre au Ragnarök. Il hérite, avec son demi-frère Magni, de Mjöllnir (« la foudre étincelante »), le marteau de son père.

## Culture populaire
- Il apparaît dans le jeu vidéo God of War (2018) avec son frère Magni en tant qu'antagoniste secondaire. Il finira par être tué par Atreus, le fils de Kratos. Il est interprété par Nolan North.